# Тихомиров, Игорь Сергеевич
И́горь Серге́евич Тихоми́ров (род. 4 мая 1963, Москва) — советский, а позже канадский фехтовальщик, бронзовый призёр Олимпийских игр (1988).

## Карьера
На Олимпиаде в Сеуле Игорь вместе с Андреем Шуваловым, Павлом Колобковым, Михаилом Тишко и Владимиром Резниченко завоевал бронзовую медаль в командном турнире шпажистов. После распада СССР эмигрировал в Канаду и на своих следующих Играх в 2008 году в индивидуальном первенстве занял 15-е место.
На чемпионате мира в 2006 году Игорь в 43 года выиграл бронзу.